# Red de abuso sexual de niñas de Rochdale
La red de abuso sexual infantil de Rochdale involucró a niñas menores de edad en Rochdale, Gran Mánchester, Inglaterra. Nueve hombres fueron condenados por tráfico sexual y otros delitos, incluyendo violación, tráfico de niñas para sexo y conspiración para tener actividad sexual con un niño en mayo de 2012. Esto dio lugar a que la policía de Gran Mánchester pusiera en marcha la Operación Doblete para investigar más denuncias de abuso, y hasta la fecha se ha condenado a 19 hombres.
Durante la investigación policial se identificaron 47 niñas como víctimas de explotación sexual infantil. Los hombres eran paquistaníes británicos, lo que llevó a debatir si el hecho de que no se les investigara estaba relacionado con el temor de las autoridades a ser acusadas de prejuicios raciales. Las niñas eran principalmente británicas blancas.
En marzo de 2015, la policía de Gran Mánchester se disculpó por no haber investigado más a fondo las denuncias de explotación sexual infantil entre 2008 y 2010. Sara Rowbotham, la trabajadora de salud sexual que primero reconoció los patrones de abuso infantil en la comunidad y luchó para llamar la atención de la policía sobre estos delitos, fue despedida en 2017. Una exdetective de la policía que investigaba las bandas de corrupción de menores, Margaret Oliver, renunció en 2012 disgustada por cómo se llevaron los casos por parte de la policía y denunció el caso para informar al público.

## Perpetradores
Doce hombres fueron inicialmente acusados de tráfico sexual y otros delitos, entre ellos: violación, tráfico de niñas con fines sexuales y conspiración para tener relaciones sexuales con un niño. Nueve hombres fueron condenados, de los cuales ocho eran de origen paquistaní británico y uno era un solicitante de asilo afgano. 
De los tres no condenados, uno fue absuelto de todos los cargos, el jurado no pudo llegar a un veredicto en el caso del segundo, y el tercero no estuvo presente en el juicio tras huir a Pakistán mientras estaba en libertad bajo fianza. La mayoría de los hombres estaban casados y eran muy respetados en su comunidad. Un miembro de una banda condenado por tráfico sexual era un profesor de estudios religiosos en una mezquita y un padre casado con cinco hijos. Los hombres tenían entre 24 y 59 años y todos se conocían entre sí. Dos trabajaban para la misma empresa de taxis y otros dos trabajaban en un restaurante de comida para llevar; algunos procedían del mismo pueblo de Pakistán y otros dos hombres compartían piso. La banda trabajaba para conseguir chicas menores de edad para tener relaciones sexuales.

## Abuso
El abuso de niñas menores de edad que se produjo en 2008 y 2009 se centró en torno a dos restaurantes de comida para llevar en Heywood, cerca de Rochdale. A pesar de que una de las víctimas acudió a la policía en 2008 para denunciar el maltrato de menores, la Fiscalía de la Corona decidió no procesar a dos hombres, invocando la poca credibilidad del testigo. 
Los intentos de la coordinadora del Equipo de Intervención en Crisis de Rochdale para el NHS, Sara Rowbotham, de alertar a la policía y a las autoridades sobre "patrones de abuso sexual" fueron ignorados. Entre 2003 y 2014, Sara Rowbotham, hizo más de 180 intentos de alertar a la policía y a los servicios sociales pero se le dijo que los testigos no eran confiables.
Como resultado del abandono del caso por parte del SPC, la policía detuvo su investigación, la cual se reanudó cuando una segunda niña presentó una denuncia de naturaleza similar en diciembre de 2009. La decisión original del SPC fue revocada en 2011 cuando se nombró a un nuevo fiscal jefe para la región, Nazir Afzal, un anglo-pakistaní de primera generación
Las víctimas, adolescentes vulnerables procedentes de entornos desfavorecidos y disfuncionales, fueron objetivo en "lugares dulces" donde se reunían los jóvenes, como las tiendas de comida para llevar. Una de las víctimas, un joven de 15 años conocido como el Monstruo de la Miel, actuaba como reclutador, procurando niñas de tan sólo 13 años para la banda. Las víctimas fueron coaccionadas y sobornadas para que guardaran silencio sobre el abuso mediante una combinación de alcohol y drogas, alimentos, pequeñas sumas de dinero y otros regalos.
La persona de mayor edad que fue condenada, Shabir Ahmed, fue durante un tiempo el principal traficante de las víctimas. En una ocasión ordenó a una niña de 15 años que tuviera relaciones sexuales con Kabeer Hassan, como "regalo" de cumpleaños, y luego Hassan violó a la niña él mismo. Abdul Aziz, casado y padre de tres hijos, tomó el relevo de Shabir Ahmed como principal traficante y fue pagado por varios hombres para que les suministrara niñas menores de edad para tener relaciones sexuales.
Las víctimas fueron agredidas físicamente y violadas por hasta cinco hombres a la vez, u obligadas a tener relaciones sexuales con "varios hombres en un día, varias veces a la semana". Las víctimas, a las que se les suministró drogas y alcohol, fueron pasadas por amigos y familiares, y llevadas a varios lugares del norte de Inglaterra, entre ellos Rochdale, Oldham, Nelson, Bradford y Leeds. Los abusadores pagaban pequeñas sumas de dinero por los encuentros. Una víctima de 13 años contó que, después de ser obligada a tener relaciones sexuales a cambio de vodka, su abusador la violó inmediatamente de nuevo y le dio 40 libras esterlinas para que no dijera nada sobre el incidente. Entre los incidentes registrados por la policía se encuentra una víctima de 15 años demasiado borracha para recordar haber sido violada por 20 hombres, uno tras otro; y otra víctima tan borracha que vomitó al lado de la cama mientras era violada por dos hombres. Una víctima de trece años de edad tuvo un aborto después de quedar embarazada.

## Juicio y oraciones
Algunos miembros de la banda dijeron en el juicio que las chicas estaban dispuestas a participar y felices de tener sexo con los hombres. El cabecilla, Shabir Ahmed, de 59 años, afirmó que las chicas eran "prostitutas" que habían estado dirigiendo un "imperio de negocios" y que todo eran "mentiras blancas". Gritó en el tribunal: "¿Dónde están los blancos? Sólo tienen a los de mi clase aquí". El comportamiento amenazador de Shabir Ahmed y el hecho de que llamara al juez Gerald Clifton "bastardo racista" hizo que se le prohibiera la entrada al tribunal para la audiencia de sentencia.
El juicio concluyó en mayo de 2012 con las nueve condenas. Shabir Ahmed recibió la sentencia más larga, 19 años, por violación, complicidad en una violación, agresión sexual, trata con fines de explotación sexual y conspiración para realizar actividades sexuales con niños. Mohammed Sajid fue condenado a 12 años por violación, actividad sexual con una niña menor de 16 años, trata con fines de explotación sexual y conspiración para realizar actividades sexuales con niños. Kabeer Hassan fue condenado a nueve años por violación y conspiración para mantener relaciones sexuales con niños. Abdul Aziz recibió una sentencia similar de nueve años (simultáneamente) por trata para la explotación sexual y conspiración para tener relaciones sexuales con niños. Abdul Rauf fue condenado a seis años por trata con fines de explotación sexual y conspiración para mantener relaciones sexuales con niños. Adil Khan fue condenado a ocho años por los mismos delitos. Mohammed Amin fue condenado a cinco años por agresión sexual y conspiración para mantener relaciones sexuales con niños. Otra sentencia de cinco años se impuso a Abdul Qayyum por conspiración para mantener relaciones sexuales con niños, mientras que Hamid Safi recibió cuatro años por trata de personas con fines de explotación sexual y conspiración para mantener relaciones sexuales con niños.
A cuatro de los condenados Shabir Ahmed, Adil Khan, Abdul Rauf y Abdul Aziz que tenían doble nacionalidad británica y paquistaní les fue revocada la ciudadanía británica por la entonces Secretaria del Interior Theresa May para que fueran deportados a Pakistán. May declaró que las revocaciones eran "conducentes al bien público"

## Segundo círculo sexual y Operación Doblete
Tras la disolución de la primera red de sexo en mayo de 2012, la policía hizo arrestos en relación con otra red de explotación sexual infantil en Rochdale. Nueve hombres de entre 24 y 38 años fueron arrestados bajo sospecha de actividad sexual con un niño. La Operación Doblete se puso en marcha al mismo tiempo que una investigación sobre la captación de niños y el abuso sexual en la región. El Subjefe de Policía Steve Heywood dijo que alrededor de 550 oficiales estaban trabajando en la Operación Doblete en mayo de 2013. Dijo que la investigación se encontraba en "una etapa extremadamente sensible" y que la captación de menores en la calle era la principal prioridad de la fuerza, "una prioridad más grande que los delitos con armas". Dijo que la investigación estaba buscando casos en Rochdale que se remontaban a 2003.
En marzo de 2015, diez hombres de entre 26 y 45 años de edad fueron acusados de delitos sexuales graves contra siete mujeres de entre 13 y 23 años de edad en ese momento. Los presuntos delitos que tuvieron lugar en Rochdale entre 2005 y 2013 incluían la violación, la conspiración para violar, la incitación a la actividad sexual de un niño, la actividad sexual con un niño y la agresión sexual.

## Reacción y debate público.
El caso suscitó un serio debate sobre si los delitos tenían una motivación racial. Aparecieron sugerencias de que la policía y los departamentos de trabajo social no actuaron cuando surgieron detalles de la banda por temor a parecer racistas, y se ignoraron a las adolescentes blancas vulnerables que estaban siendo captadas por hombres pakistaníes.  Un informe del comisionado adjunto de niños en 2012 dijo que el 33% de los abusos sexuales a niños por parte de las bandas en Gran Bretaña habían sido cometidos por asiáticos británicos, donde los asiáticos son el 7% de la población, pero concluyó que era "irresponsable" detenerse en los datos.
Ann Cryer, diputada laborista por Keighley, recordó en un documental de la BBC filmado en 2012 que había trabajado con las familias de las víctimas involucradas, y que había estado "haciendo visitas a la comisaría prácticamente todas las semanas" y estuvo "rogando" tanto a la policía como a los servicios sociales que hicieran algo. Cryer dijo: "Ni la policía ni los servicios sociales atendieron esos casos". Creo que era porque tenían miedo de que los llamaran racistas". Cryer intentó llegar a la comunidad musulmana y persuadirla de que tomara medidas: "Fui a un amigo mío, que era concejal local y resultó ser musulmán y por lo tanto capaz de representarme ante los ancianos, porque pensé que era una buena medida para tratar de involucrar a esos ancianos. Esperaba poder persuadir a los ancianos para que fueran a llamar a las puertas y dijeran 'este comportamiento no es islámico y quiero que cese porque voy a contarle a toda la comunidad sobre ti y lo que estás haciendo si no lo haces'. Ahora bien, no estaban preparados para hacer eso.
Tim Loughton, ministro de la Infancia y la Familia, dijo que si bien no había pruebas de que las comunidades étnicas aprobasen el abuso sexual de los niños, le preocupaba que algunos hubieran tardado en denunciarlo a la policía, e instaba a la policía y a los trabajadores sociales a que no permitieran que la "corrección política en torno a la etnia" obstaculizara su labor para detener a esos delincuentes.
A finales de 2011, la Oficina del Comisionado de la Infancia inició una investigación de dos años de duración sobre la explotación sexual de los niños por parte de las bandas callejeras. La investigación emitió su informe final en noviembre de 2013. Después de que se sentenciara a los miembros de la banda de Rochdale, el Departamento de Educación del Reino Unido anunció la concesión de nuevos fondos para un plan de acogida especializado para proteger a los niños vulnerables que se encontraban en centros de acogida, donde habían estado algunas víctimas.

### Informe deThe Timesdel 5 de enero de 2011
Un informe de The Times del 5 de enero de 2011, relacionado con las condenas por acoso sexual de niños en el Norte y en los Midlands. De los 56 delincuentes condenados desde 1997 por delitos relacionados con la captación en la calle de niñas de 11 a 16 años, tres eran blancos, 53 eran asiáticos, de los cuales 50 eran musulmanes, y la mayoría eran de la comunidad británica de Pakistán. Además, según el artículo de The Times: "con la excepción de una ciudad, hay escasa evidencia de que se esté trabajando en las comunidades británicas pakistaníes para enfrentar el problema" de las "bandas de proxenetas" que consisten en su mayoría en "miembros de la comunidad británica pakistaní".
Estas conclusiones han sido cuestionados por las investigadoras Ella Cockbain y Helen Brayley, de cuyo trabajo para el Instituto de Seguridad y Ciencias del Crimen Jill Dando de la UCL el informe de The Times había sacado mucha de su información.  "Las citas son correctas pero han sido sacadas de contexto", dijo Cockbain a The Independent; "Tampoco reconocen el pequeño tamaño de la muestra de la investigación original, que se centró en sólo dos grandes casos". Cockbain y Brayley expresaron su preocupación de que "los hallazgos obtenidos de una muestra pequeña y geográficamente concentrada habían sido tomados y aplicados para caracterizar un tipo de delito completo, en particular de raza y género".

### Coalición para la Eliminación del Proxenetismo
Hilary Willmer, representante de un grupo de apoyo para padres de niñas explotadas sexualmente con sede en Leeds, la Coalición para la Eliminación del Proxenetismo (Crop), dijo que "La gran mayoría [de] los perpetradores son asiáticos paquistaníes", con fuentes dentro de Crop afirmando que el porcentaje llegaba a ser tan alto como el 80 por ciento aunque, The Independent dijo que "las bandas kurdas, rumanas y albanesas también estaban involucradas". Willmer añadió: "Creemos que esto es la punta del iceberg", aunque advirtió que no se debía tratar el asunto como un crimen racial: "Es algo criminal".  En mayo de 2012, según The Independent, Crop se había "silenciado repentinamente" respecto al porcentaje de abusadores de origen asiático que habían llamado la atención de la organización: Willmer explicó al periódico: "Hemos sido acusados de ser una tapadera para el BNP".

### Organizaciones de protección de la infancia
En 2011, el Centro contra la Explotación Infantil y Protección en Línea inició una investigación de cinco meses de duración para determinar si existía un vínculo entre el perfil racial y el delito de captación de menores. La organización definió la captación de menores como cualquier situación en la que un niño o joven recibe un regalo a cambio de favores sexuales. Se basó en estadísticas de organizaciones como la de Barnardo's, pero los académicos expertos consideraron que los resultados no eran concluyentes porque no todas las cifras se habían compilado de la misma manera y no siempre se había tomado nota del origen étnico en cada delito denunciado. Ella Cockbain y Helen Brayley señalaron: "No existe un delito penal de 'aseo en la calle' y, como resultado, es muy difícil medir el alcance del delito en base a las estadísticas de los tribunales". Desde finales de 2011, la Oficina del Comisionado de la Infancia ha realizado nuevas investigaciones.
Wendy Shepherd, directora del proyecto de explotación sexual infantil de Barnardo's en el norte de Inglaterra, dijo que desde que empezó a trabajar con la organización, ha habido "un cambio de los hombres que captan a uno o dos niños a algo que está mucho más organizado en grupos y redes". Las redes de hombres provienen de diferentes orígenes: en el norte y en los Midlands muchos eran asiáticos británicos; en Devon fueron hombres blancos; en Bath y Bristol, afro-caribeños; en Londres, todos mestizos, blancos, iraquíes, kurdos, afganos, somalíes". Señaló que los depredadores masculinos blancos de la calle tienden a trabajar solos. Añadió: "El peligro de decir que el problema es con una etnia es que entonces la gente sólo estará atenta a ese grupo - y nos arriesgamos a olvidar otras amenazas".
El exjefe de Barnardo's, Martin Narey, dijo en el programa Today de la BBC Radio 4: "En este tipo de crimen en particular, la captación de las adolescentes en las calles de las ciudades del norte... hay una evidencia muy preocupante de que los asiáticos están abrumadoramente representados en los juicios por tales delitos". Narey rechazó la idea de que tales bandas se dirigieran específicamente a las niñas blancas, pero sugirió que las niñas vulnerables de la calle tenían más probabilidades de ser blancas, ya que las niñas asiáticas eran sometidas a una crianza estricta y tenían más probabilidades de mantenerse fuera de las calles.

### Respuesta de los portavoces musulmanes
En un documental de la BBC que investigaba la captación de niñas para tener relaciones sexuales por parte de algunos hombres pakistaníes, el imán Irfan Chishti, del Consejo de Mezquitas de Rochdale, deploró la práctica, diciendo que era "muy chocante ver a compañeros musulmanes británicos llevados a los tribunales por este tipo de horribles delitos". Mohammed Shafiq, director ejecutivo de la Fundación Ramadhan, acusó a los ancianos de la comunidad pakistaní de "enterrar sus cabezas en la arena" por el tema de la captación sexual. Dijo que de las condenas por explotación sexual infantil, el 87% eran de hombres pakistaníes británicos y que era un problema importante para esa comunidad. Dijo que las acciones de los delincuentes que pensaban que "las adolescentes blancas no valen nada y pueden ser maltratadas" estaban "avergonzando a nuestra comunidad". 
Sayeeda Warsi, copresidenta del Partido Conservador, en una entrevista con el Evening Standard, dijo: "Sólo se puede empezar a resolver un problema si lo reconoces primero", y añadió: "Esta pequeña minoría que ve a las mujeres como ciudadanas de segunda clase, y a las mujeres blancas probablemente como ciudadanas de tercera clase, debe ser denunciada". Describió el caso de Rochdale como "aún más repugnante" que los casos que pasaban en las bandas callejeras, ya que los perpetradores "eran hombres adultos, algunos de ellos maestros religiosos o que dirigían negocios, con familias jóvenes propias".
Nazir Afzal, quien como el recién nombrado fiscal jefe de la corona decidió llevar el caso a juicio, dijo que el género, no la raza, era la cuestión clave: "No hay comunidad donde las mujeres y las niñas no sean vulnerables a los ataques sexuales y eso es un hecho."

### Protestas de extrema derecha
Los manifestantes de organizaciones de extrema derecha, el Partido Nacional Británico y la Liga de Defensa Inglesa, realizaron manifestaciones con pancartas que decían "Los refugiados no son bienvenidos", entre otras.

### Objeciones hindúes y sijs
Los grupos hindúes y sijs han objetado el uso de la descripción "asiática" por parte de los medios de comunicación diciendo que los culpables eran "casi siempre de origen paquistaní" y "musulmanes". Sostienen que enturbiar la cuestión llamándolos "asiáticos" es injusto para otros grupos y perjudicial para una discusión franca.

### Controversia sobre el taxi
Dos de los integrantes de la banda condenados trabajaban en Eagle Taxis, de la que se hizo cargo Car 2000 después del escándalo. El dueño de la compañía dijo los clientes podían elegir tener un conductor blanco, pero esto se revirtió después de que 50 conductores asiáticos protestaran.

### Pánico moral
Un estudio sugirió que el hecho de que los medios de comunicación británicos presenten a los hombres del sur de Asia como autores de la violencia sexual contra las víctimas blancas es un ejemplo de pánico moral. En particular, señalaron que la investigación de la Oficina del Comisionado para la Infancia concluyó que, si bien la mayoría de las víctimas eran blancas y la mayoría de los perpetradores eran hombres de ascendencia sudasiática, había muchos casos en los que "los perpetradores y sus víctimas eran de origen étnico diverso".

## Revisión de las acciones policiales
El 13 de marzo de 2015, la policía del Gran Mánchester se disculpó por no haber investigado más a fondo las denuncias de explotación sexual infantil entre 2008 y 2010. La disculpa se presentó después de que la Comisión Independiente de Quejas contra la Policía "examinara la conducta y las acciones de 13 agentes que participaron en la Operación Span y en la vigilancia de la División de Rochdale". La Operación Span fue la investigación iniciada en diciembre de 2009 sobre las acusaciones hechas contra los individuos que fueron condenados en 2012, y otros. La Subjefa de Policía Dawn Copley dijo que, en el momento de la investigación anterior, "hubo una fuerte concentración en los objetivos, predominantemente en los delitos graves de carácter económico. En el mejor de los casos, esto distrajo a los jefes e influyó en las áreas en las que se centraron los recursos". Dijo que siete oficiales habían recibido avisos de conducta inapropiada, pero que no se tomarían más medidas disciplinarias contra ellos. Copley dijo: "Pedimos disculpas a las víctimas y les aseguramos que se han aprendido lecciones, se han hecho cambios y estamos decididos a continuar haciendo mejoras".

### Serie de la BBC
En mayo de 2017, la BBC emitió Three Girls, una miniserie sobre el caso. La actriz Maxine Peake protagonizó la serie como Sara Rowbotham, la trabajadora de salud sexual que primero descubrió los patrones de grave abuso en la zona, y que luchó por llamar la atención de las autoridades. La actriz Lesley Sharp interpretó a la detective de la policía Margaret Oliver en la serie